# Cosmic Crooner
Cosmic Crooner, artiestennaam van Joep Meyer, is een Nederlandse zanger.

## Biografie
Meyer speelde van 2015 tot 2019 in de band Moon Tapes, dat voornamelijk dreampop-muziek maakte. In 2021 begon hij zijn eigen project. Hij omschrijft zijn eigen muziek als doowop-spacepop De muziek wordt beïnvloed door films en filmmuziek uit de jaren 60 en jaren 70 van de twintigste eeuw en artiesten als  The Last Shadow Puppets, Father John Misty, Scott Walker, Serge Gainsbourg en David Bowie. Zijn eerste single Deep Down in Jazz kwam uit in maart 2021 en is een introductie naar de artiest Cosmic Crooner. In dat jaar bracht hij ook met de singles Popsicle Place en Bolero uit. Die laatste was naar eigen zeggen zijn "meest romantische nummer tot dan toe gemaakt".
Hij volgde zijn eerste drie singles uit 2021 in 2022 met drie andere. Zijn eerste werd in februari 2022 uitgebracht en heette Reflexopolis. De andere singles waren Girlfriend en Temi di Filippo. In januari 2023 stond hij op festival ESNS. Hij kwam in maart 2023 met zijn debuutalbum The Perks of Being a Hypocrite, waar al zijn eerder uitgebrachte singles op te vinden zijn. Met dit album toerde de artiest in 2023 en 2024 door landen als Nederland, Duitsland, Turkije, Frankrijk en de UK. 